# Сака, Хасан
Хасан Хюсню Сака (тур. Hasan Hüsnü Saka; 1885, Трабзон, Османская империя — 29 июля 1960, Стамбул, Турция) — турецкий государственный деятель, премьер-министр Турции (1947—1949).

## Биография
Окончил в Трабзоне среднюю (Askeri Rüştiyesi) и высшую (Mülkiye İdadisi) военные школы. Затем окончил школу Меркан в Стамбуле и в 1908 г. — Школу гражданской службы. Работал в Высшем суде (Divan-ı Muhasebat). В 1909 г. был направлен правительством учиться во Францию. В 1912 г. окончил парижский Институт политических исследований, затем — факультет политических наук Анкарского университета и снова начал работать в суде. В апреле 1915 г. был переведён в Министерство финансов и стал членом комитета по аудиту. В октябре 1916 г. был назначен региональным директором по экономике в Эскишехире. В сентябре 1918 г. начал преподавать экономику в Школе гражданской службы и был избран в состав последнего османского парламента от провинции Трабзон.
В январе 1921 г. был избран в состав Великого Национального Собрания Османской империи от провинции Трабзон. С мая 1921 по апрель 1922 г. и в 1925—1926 гг. занимал пост министра финансов Турции, в 1923—1924 гг. — заместитель премьер-министра по вопросам торговли.
Избирался депутатом Великого национального собрания Турции 2-9-го созывов. С марта по ноябрь 1935 г. занимал должность заместителя председателя Великого Национального Собрания. С 1936 г. был профессором экономики факультета политических наук в Анкаре.
В конце Второй мировой войны вновь вошел в правительство страны — с 1944 по 1947 г. был министром иностранных дел. Возглавлял турецкую делегацию на учредительной сессии ООН.
В 1947—1949 гг. — премьер министр Турции, одновременно в июне 1948 г. исполнял обязанности министра обороны.
Затем — председатель парламентской фракции Республиканской народной партии.
После выборов 1954 г. он ушел из политики.
Похоронен на кладбище Зинджирликую.